# Station Universitas Indonesia
Universitas Indonesia is een spoorwegstation in de Indonesische provincie West-Java.

## Bestemmingen
- Jalur KA: Station Manggarai-Station Padalarang